# Тальковский, Александр Османович
Александр (Искандер) Османович Тальковский (14 мая 1858, Сорок татар, Виленская губерния — 1921 [после 31 января], Баку) — российский и советский военный деятель, генерал-майор (РИА).

## Биография
Родился в Виленской губернии в мусульманской дворянской семье литовских татар.
Общее образование получил в частном реальном училище Цербовского, 13 июля 1873 года в качестве вольноопределяющегося поступил в Троицкий 107-й пехотный полк, в октябре присвоено звание унтер-офицера. В августе 1874 года направлен в Виленское пехотное юнкерское училище, по окончании которого по 2-му разряду в 1876 вернулся в полк портупей-юнкером.
В сентябре 1877 года произведён в прапорщики (старшинство 15.6.1877) и командирован в Сибирский 9-й гренадерский полк, в составе которого участвовал в русско-турецкой войне (1877—1878). 16 февраля 1878 года удостоен первой награды, в апреле 1878 произведён в подпоручики (ст. 17.4.1878) и награждён Румынским крестом в память войны с Турцией. В 1878—1885 годы — командир роты 107-го пехотного Троицкого полка, поручик (ст. 19.09.1879).

### В пограничной страже (ОКПС)
С 14 июня 1885 года по собственному желанию перешёл в Отдельный корпус пограничной стражи. Штабс-ротмистр (ст. 13.4.1886). В 1890 году — обер-офицер для поручений пограничной Новобржеской бригады (пос. Новобржеск), ротмистр (ст. 1.4.1890). Избирался кассиром офицерского заемного капитала, членом суда общества офицеров и бригадного суда. В 1894 году командирован в штаб ОКПС в состав комиссии по разработке положения об управлении корпусом; после завершения работы комиссии продолжил службу в штабе корпуса. С 1 января 1898 — помощник старшего адъютанта штаба ОКПС в Санкт-Петербурге, одновременно помощник начальника 1-го (строевого, инспекторского и мобилизационного) отделения (1.1.1898 — 1902). Произведён в подполковники (ст. 5.4.1898), в полковники (за отличие по службе, ст. 1.4.1901). С 27 декабря 1902 — командир Особого пограничного Керченского отдела (Керчь); проводил секретные дознания в Карской (ноябрь-декабрь 1904) и в Черноморской (июнь-июль 1905) бригадах. Со 2 июня 1906 — командир пограничной 25-й Черноморской бригады VI округа ОКПС; 6 декабря 1910 произведён в генерал-майоры «за отличие по службе» (ст. 6.12.1910). С 31 мая 1912 по 18 февраля 1916 года — командир 4-й пограничной Рижской бригады 1-го пограничного Санкт-Петербургского округа (Рига).

### Первая мировая война
В начале первой мировой войны (18.7.1914) вместе с бригадой перешёл в распоряжение коменданта Усть-Двинской крепости. С января 1915 — начальник гарнизона г. Виндавы и Виндавского отряда, затем — начальник Виндавского района охраны Балтийского побережья. Принимал участие в делах против неприятеля, при бомбардировке германским флотом. С 18 февраля 1916 по июнь 1918 — в резерве чинов при штабе Петроградского военного округа с откомандированием в распоряжение командующего 5-й армией.

### В Красной Армии
В РККА с июня 1918 по январь 1919 года — командир бригады 1-й стрелковой дивизии (или 25-й пехотной запасной бригады) в Петрограде, член исполкома Мусульманского Военного Совета Петроградского военного округа. С февраля 1919 по июнь 1920 года заведовал Вторыми Казанскими мусульманскими пехотными командными курсами. Строки аттестации от 14 августа 1920 года:
Предъявитель сей И. О. Тальковский, последовательно занимая должности заведующего 1-ми Казанскими советскими муспехкурсами, военного руководителя Центральной мусульманской военной коллегии и заведующего 2-ми Казанскими советскими муспехкурсами (в последней должности состоит и сейчас). Тов. Тальковский, состоял заведующим 2-ми муспехкурсами, своими неустанными трудами и проявлением личной инициативы в полной мере способствовал успешному выпуску молодых красных командиров …
Демобилизовался по болезни, переехал в Баку, где с августа 1920 года заведовал Азербайджанской сводной военной школой. С 27 января 1921 вплоть до своей смерти — начальник архива штаба 11-й армии.
Умер и похоронен в Баку.

## Семья
Жена — Елизавета Степановна (ур. Сулькевич), дочь ротмистра-татарина; дети:
- Александр (Искандер; 1894—1942) — комдив Красной Армии, репрессирован[2][14];
- Михаль (Михаил; 1885[2]—1924, Баку) — ротмистр пограничной стражи, начальник отдела пограничной охраны Министерства финансов Азербайджанской Демократической Республики (1919—1920)[15];
- Елена (1883 — ?)[2];
- Зинаида (1890 — ?)[2] — врач, вышла замуж в Казани[16].

## Награды
- орден Святой Анны 4-й ст. с надписью «За храбрость» (16.02.1878) — за взятие Плевны
- румынский крест в память войны с Турцией (4.1878)[17][18]
- орден Святого Станислава 3-й ст. (1891)
- орден Святой Анны 3-й ст. (1895)
- медаль «В память царствования императора Александра III» (1896)
- орден Святого Станислава 2-й ст. (1897)
- медаль «В память коронации Императора Николая II» (1897)
- орден Святого Владимира 4-й ст. за 25 лет безупречной службы (1901)
- орден Святого Владимира 3-й ст. (1905)
- медаль «В память 300-летия царствования дома Романовых» (1913)
- орден Святого Станислава 1-й ст. — за отличную службу и труды понесенные во время военных действий (14.05.1916).